# بنیاد خیریه دونالد جی ترامپ
بنیاد خیریه دونالد جی ترامپ (انگلیسی: Donald J. Trump Foundation) یک بنیاد خیریه خصوصی بود که در نیویورک توسط دونالد ترامپ ۴۵مین رئیس‌جمهور ایالات متحده تأسیس شد. این بنیاد خیریه به «هماهنگی غیرقانونی با ستاد انتخاباتی ترامپ و معاملات شخصی عامدانه مکرر» متهم شده و به اتهام تأثیر گذاشتن در نتیجه انتخابات سال ۲۰۱۶ تحت پیگرد قانونی قرار دارد. دونالد ترامپ موافقت کرده‌است که این بنیاد خیریه را منحل کند.
دونالد ترامپ در اصل این بنیاد را برای اهدا کردن درآمد حاصل از کتاب خود  ترامپ: هنر معامله در امور خیریه تأسیس کرد. با این حال هدایایو کمک های  شخصی خود به این بنیاد را در سال ۲۰۰۸ متوقف کرد و به جای آن از دیگران درخواست کرد به این بنیاد کمک کنند.
در طی انتخابات ریاست‌جمهوری ایالات متحده آمریکا در سال ۲۰۱۶ فعالیت‌های این بنیاد تحت موشکافی شدید رسانه‌ها قرار گرفت در ابتدا دیوید فهرنتولد برنده جایزه پولیتزر برای گزارش ملی در رابطه با کار تحقیقاتی خود در سال ۲۰۱۷ از واشینگتن پست به این موضوع پرداخت. این بنیاد و مدیران آن به ارتکاب فعالیت‌های مختلف اخلاقی و نقض قانون از جمله پرداخت به خود متهم شدند. او عنوان کرد ترامپ بودجه شخصی ادعایی‌اش را در اختیار این بنیاد نگذاشته‌است. او همچنین متهم شد که مخارج ۲۰ هزار دلاری نقاشی یک پرتره ۸/ ۱ متری از خود را از بودجه همین بنیاد خیریه هزینه کرده‌است.
همچنین پیشتر اعلام شده بود که این بنیاد در سال ۲۰۱۳ میلادی مبلغ ۲۵ هزار دلار را به عنوان کمک انتخاباتی به خانم پام بوندی، دادستان کل فلوریدا اهدا کرده‌است. کمک به دادستان کل فلوریدا زمانی انجام شد که بوندی باید تصمیم می‌گرفت که آیا ایالت فلوریدا هم چون ایالت‌های دیگر با آغاز تحقیقات قضایی علیه دانشگاه ترامپ به اتهام کلاهبرداری موافق است یا نه. خانم پام بوندی سرانجام تصمیم گرفت که با این تحقیقات قضایی مخالفت کند.
در ماه دسامبر سال ۲۰۱۶ ترامپ به‌طور مؤثر بنیاد را بست، اگرچه دفتر رسمی این بنیاد در ایالت نیویورک بلافاصله تعطیل شد اما انحلال قانونی آن مشروط به اتمام تحقیقات در جریان از این بنیاد است.
در ۱۴ ژوئن ۲۰۱۸ دادستان کل نیویورک باربارا آندروود یک طرح دعوی در دادگاه در برابر بنیاد ترامپ، شخص او و سه فرزندش ایوانکا، اریک و دونالد جونیور ثبت کرد و آن‌ها را به «رفتار مداوم غیرقانونی» و تخلفات مالی در رابطه با پول بنیاد متهم کرد و مدعی شد از پول این بنیاد خیریه در امور مالی مبارزات انتخاباتی استفاده شده و با نقض قانون، از طریق پرداخت به خود به کسب منافع پرداخته‌اند و کمک‌های مالی را به‌طور غیرقانونی با مبارزات انتخابات ریاست جمهوری دونالد ترامپ هماهنگ کرده‌اند. او از دادگاه خواست تا به منظور جبران تخلف های نسبت‌داده شده ۲٫۸ میلیون دلار جریمه در نظر بگیرد. او همچنین دادخواستی به کمیسیون انتخابات فدرال و خدمات درآمد داخلی آمریکا ارجاع داد .
دادستانی نیویورک همچنین خواهان محرومیت ده ساله رئیس‌جمهوری آمریکا از مدیریت بنیادهای خیریه در ایالت نیویورک شده‌است و می‌خواهد محرومیت مشابهی با زمان یک ساله علیه فرزندانش اعمال شود.
در ۱۸ ژوئن دفتر فرماندار نیویورک اندرو کوئومو اعلام کرد که اگر دفتر دادستان کل دستور  دهد، فرماندار پرونده را به اداره مالیات و امور مالی نیویورک ارجاع خواهد داد. دفتر دادستان کل از نظر قانونی مجاز به این ارجاع نیست. برخی از کارشناسان با توجه به موارد نقض ادعایی قوانین مدنی معتقدند تحقیقات مالیات می‌تواند منجر به اتهامات کیفری علیه ترامپ شود.
پس از به راه افتادن پرونده در ماه ژوئن ترامپ با واکنش تندی به این شکایت گفته بود که «دموکرات‌های فاسد نیویورک» برای شکایت از او هر کاری می‌کنند. او وعده داد که در این پرونده امتیازی ندهد.
در ماه اکتبر ۲۰۱۸ اریک اشنایدرمن، دادستان کل سابق نیویورک اعلام کرد که بنیاد خیریه ترامپ تا اطلاع ثانوی اجازه دریافت هیچ‌گونه کمک مالی را ندارد. او گفت این بنیاد قوانین موسسات خیریه در آمریکا را نقض کرده‌است.
بر اساس شکایت دادستان نیویورک که می‌گوید حاصل دو سال تحقیق است که سال گذشته تحت نظارت اریک اشنایدرمن، دادستان کل سابق نیویورک آغاز شده بود، بنیاد ترامپ برای فیصله دادن به یک شکایت علیه تفرجگاه مارآلاگو رئیس‌جمهوری در فلوریدا ۱۰۰ هزار دلار پرداخت کرده‌است. ۱۵۸ هزار دلار دیگر برای فیصله دادن به شکایتی دیگر علیه باشگاه گلف ترامپ پرداخت شده و ۱۰هزار دلار نیز برای خرید تابلویی از رئیس‌جمهوری و آویختن آن از دیوار یکی از باشگاه‌های دیگر گلف او هزینه شده‌است. خرید این تابلو نمونه یکی از «پنج معامله مربوط به شخص رئیس‌جمهوری» معرفی شده که براساس بیانیه دادستانی قانون مالیات مربوط به بنیادهای خیریه را نقض می‌کند. بنیاد ترامپ با انتشار بیانیه‌ای اتهامات را رد کرده و گفته بود که دادستانی نیویورک ۱٫۷ میلیون دلار این نهاد را به گروگان و با هدف امتیازگیری سیاسی نگه داشته‌است.
در تاریخ ۱۸ دسامبر ۲۰۱۸ اعلام شد که این بنیاد با تعطیلی خود موافقت کرده و باقی مانده دارایی خود را به خیریه‌های مورد تأیید دادگاه توزیع خواهد کرد. باربارا آندروود، دادستان کل ایالت نیویورک ضمن اعلام این خبر گفت که بر روند اهدای سرمایه این بنیاد نظارت خواهد کرد و روند تحقیقات دربارهٔ این اتهام که دونالد ترامپ و فرزندانش از بنیاد خیریه خود برای امور خصوصی و انتخاباتی استفاده کرده‌اند، ادامه خواهد یافت.
به نوشته شبکه خبری «سی‌ان‌ان»، انحلال این بنیاد یکی از موارد مطرح‌شده در شکایت دادستان کل نیویورک را فیصله می‌دهد. در این شکایت ادعا شده بود ترامپ و فرزندانش از معافیت مالیاتی این بنیاد سوءاستفاده کرده و قوانین مربوط به تبلیغات انتخاباتی را نقض کرده‌اند.